# Discotettix shelfordi
Discotettix shelfordi är en insektsart som beskrevs av Hancock, J.L. 1907. Discotettix shelfordi ingår i släktet Discotettix och familjen torngräshoppor. Inga underarter finns listade i Catalogue of Life.